# La Terra dopo l'uomo
(Prologo)
La Terra dopo l'uomo (Life After People) è un programma televisivo trasmesso sull'emittente televisiva History Channel e su Focus.
È un documentario che ci fa vedere quello che accadrebbe sulla Terra se l'umanità dovesse scomparire. È basato su risultati documentati dell'abbandono improvviso di un'area geografica da parte dei suoi abitanti, e sulle conseguenze della cessata manutenzione di edifici ed infrastrutture urbane.
La linea di tempo degli eventi previsti comincia approssimativamente un giorno dopo la scomparsa dell'umanità e si estende fino a cento milioni di anni nel futuro (un giorno, una settimana, 1 anno, 10 anni, 50 anni, 100 anni, 1000 anni, ecc.).
Il documentario è stato ispirato da una rivista anglosassone dedicata proprio a questo argomento e, secondariamente, dal saggio Il mondo senza di noi.

## La serie
La serie di documentari è divisa in due stagioni di 10 episodi (della durata non superiore ai 45 minuti) ciascuna.
Precedentemente era stato prodotto un episodio pilota di 90 minuti.
Di fatto ogni episodio è un approfondimento di un brano del pilot.

## Episodi
Stagione 1
- Episodio 1: La lotta per l'eternità.

L'uomo ha sempre desiderato avere l'immortalità ed nel corso dei secoli ha studiato delle pratiche per ottenerla, dall'imbalsamazione alla criogenia. Potranno queste pratiche tornare utili in un mondo senza uomini?
- Episodio 2: La rivincita della Natura.

Con l'uomo ormai fuori dai giochi, la Terra viene ereditata dagli animali. Uccelli, ratti e persino scimpanzé vagano per le città ormai deserte. Ma non sono solo loro i nuovi padroni: anche i microorganismi possono vagare indisturbati creando così nuovi virus.
- Episodio 3: Il declino dell'Impero Americano.

Questa volta ci spostiamo nel continente nordamericano per osservare la distruzione dei tesori di Washington ed osservare Los Angeles diventare un vero e proprio inferno a causa delle palme rinsecchite della Sunset Boulevard.
- Episodio 4: Trappole d'acciaio.

In una New York senza esseri umani, i grattacieli un tempo usati come residenze o uffici iniziano a crollare.
- Episodio 5: L'alba dei predatori.

Gli animali combattono per farla da padrone nelle zone che prima erano dell'uomo: pitoni combattono contro alligatori per il controllo delle paludi; piante invasive risucchiano ossigeno da laghi e fiumi trasformandole in pozze di morte; una tempesta di sabbia invade la città di Phoenix, mentre nel continente asiatico, Shanghai viene risucchiata da un'alluvione.
- Episodio 6: La fine della Gioconda.

Senza esseri umani che si occupano della manutenzione, assistiamo alla fine di tesori inestimabili per l'umanità come la Gioconda di Leonardo da Vinci o la Dichiarazione d'Indipendenza del 1776. La Liberty Bell di Philadelphia inizia a dare segni di cedimento, così come il Golden Gate Bridge di San Francisco.
- Episodio 7: Le città del peccato.

Un tempo gremita di turisti ed americani in cerca di emozioni e soldi facili, adesso la città di Las Vegas è un deserto di devastazione. I suoi nuovi padroni sono orde di ratti, e le strutture meccaniche cedono. Nel Museo delle Cere, le figure cominciano a sciogliersi. La città di Atlantic City viene sommersa da uno tsunami. 
- Episodio 8: A prova d'attacco.

Il mondo è pronto per una nuova guerra: quella senza esseri umani, ma con missili, carri armati e bombe ancora attivi. Un missile nucleare affondato nell'oceano esplode, causando un disastro ecologico di proporzioni immani; la neve provoca valanghe in tutte le città e il bestiame viene minacciato dall'acqua radioattiva.
- Episodio 9: Senza via di uscita.

Un tempo erano state create per far spostare gli uomini da una parte all'altra del pianeta, adesso le macchine sono lasciate al loro destino. Le raffinerie di petrolio diventano autentiche bombe ad orologeria. Nel frattempo, i cani riscoprono il loro istinto per la caccia mentre in Texas alcuni branchi di bovini si ripopolano.
- Episodio 10: Le acque della morte.

Senza depuratori, le acque invadono le città portandosi dietro tutto. Un temporale devasta New Orleans. Alcune costruzioni ipermoderne come i grattacieli di Dubai si piegano al peso dell'umidità e alla mancanza di manutenzione.
Stagione 2
- Episodio 1: L'ira di Dio.

L'Apocalisse è giunta. Cosa rimarrà dei simboli della spiritualità come chiese, moschee e templi vari?
- Episodio 2: Vendetta tossica.

Senza esseri umani a contrastarle, le tossine e gli agenti chimici si riversano nella natura. Gas dannosi trasformano laghi e fiumi in pozze di acido. E le Cascate del Niagara affrontano un destino sconvolgente.
- Episodio 3: Capsule del tempo.

L'umanità ha sempre voluto preservare ricordi per sé e per i posteri tramite speciali capsule del tempo: cripte, posti sigillati ermeticamente ed anche casseforti programmate per aprirsi dopo due millenni. Il loro contenuto però rimarrà intatto?
- Episodio 4: L'ultima cena.

Senza l'uomo a mantenerle, le pietanze alimentari deperiscono. I supermercati diventano così un immenso banchetto per topi ed ogni genere di insetti. Ci sono però alcuni cibi che dureranno davvero in eterno. Nel frattempo, alcuni animali tornano a procacciarsi il cibo da soli e si fa un salto a Milano, nel convento di Santa Maria delle Grazie per parlare del destino di uno degli affreschi più celebri di Leonardo: L'Ultima Cena.
- Episodio 5: Casa dolce casa.

Cosa rimarrà delle nostre case quando l'umanità scomparirà del tutto? Fughe di gas invadono interi quartieri provocando incendi.
- Episodio 6: La festa è finita.

Simboli tradizionali delle feste e delle vacanze diventano micidiali strumenti di morte: le fabbriche di fuochi d'artificio sono teatro di violente esplosioni; i pini che servivano per fare gli alberi di Natale hanno dato origine a veri e propri boschi, mentre i tacchini del giorno del Ringraziamento scorrazzano felici perché non ci sarà più nessun essere umano a mangiarli. Intanto, le renne devono decidersi se adattarsi al nuovo mondo o morire con esso.
- Episodio 7: Onde distruttrici.

Varie città degli Stati Uniti d'America vengono inondate da diversi tsunami. In Australia, il tetto della Sydney Opera House crolla definitivamente.
- Episodio 8: Incubi celesti.

I velivoli di tutto il mondo atterrano definitivamente. L'Air Force One esplode a causa di un malfunzionamento e della mancata manutenzione. Il Midwest è sconvolto da uno sciame di locuste. Dallo spazio profondo, precipita un satellite.
- Episodio 9: La rivoluzione sotterranea.

Anche sotto terra la mancanza dell'uomo si fa sentire. Piante geotermiche iniziano a crescere. Varie specie animali invadono le città.
- Episodio 10: La fine del potere.

Palazzi del potere di varie epoche come la Casa Bianca, Monticello e la Reggia di Versailles subiscono varie conseguenze dovute all'incuria. Non solo loro, ma anche i corpi imbalsamati di vari leader come Mao Tse Tung o Ulysses S. Grant.